# Episodi di The Ranch (seconda stagione)
La seconda stagione della serie televisiva The Ranch, composta da 20 episodi, è stata distribuita su Netflix in due parti; la prima (o terza) il 16 giugno 2017, mentre la seconda (o quarta) il 15 dicembre 2017.
| n°      | Titolo originale                         | Pubblicazione    |                  |
| Parte 3 | Parte 3                                  | Parte 3          |                  |
| ------- | ---------------------------------------- | ---------------- | ---------------- |
| 1       | My Next Thirty Years                     | 16 giugno 2017   | 16 giugno 2017   |
| 2       | Things Change                            | 16 giugno 2017   | 16 giugno 2017   |
| 3       | Take Me Away from Here                   | 16 giugno 2017   | 16 giugno 2017   |
| 4       | She'll Have You Back                     | 16 giugno 2017   | 16 giugno 2017   |
| 5       | My Best Friend                           | 16 giugno 2017   | 16 giugno 2017   |
| 6       | Find Out Who Your Friends Are            | 16 giugno 2017   | 16 giugno 2017   |
| 7       | One of Those Nights                      | 16 giugno 2017   | 16 giugno 2017   |
| 8       | I Didn't Ask and She Didn't Say          | 16 giugno 2017   | 16 giugno 2017   |
| 9       | Last Dollar (Fly Away)                   | 16 giugno 2017   | 16 giugno 2017   |
| 10      | Can't Really Be Gone                     | 16 giugno 2017   | 16 giugno 2017   |
| Parte 4 |                                          |                  |                  |
| 11      | Learning to Live Again                   | 15 dicembre 2017 | 15 dicembre 2017 |
| 12      | Wrapped Up in You                        | 15 dicembre 2017 | 15 dicembre 2017 |
| 13      | Rodeo and Juliet                         | 15 dicembre 2017 | 15 dicembre 2017 |
| 14      | Much Too Young (To Feel this Old)        | 15 dicembre 2017 | 15 dicembre 2017 |
| 15      | More Than a Memory                       | 15 dicembre 2017 | 15 dicembre 2017 |
| 16      | When You Come Back to Me Again           | 15 dicembre 2017 | 15 dicembre 2017 |
| 17      | Do What You Gotta Do                     | 15 dicembre 2017 | 15 dicembre 2017 |
| 18      | Big Money                                | 15 dicembre 2017 | 15 dicembre 2017 |
| 19      | Ain't Goin' Down ('Til the Sun Comes Up) | 15 dicembre 2017 | 15 dicembre 2017 |
| 20      | If Tomorrow Never Comes                  | 15 dicembre 2017 | 15 dicembre 2017 |